# Schlossbrauerei Eichhofen
Die Schlossbrauerei Eichhofen ist eine Schlossbrauerei im Ortsteil Eichhofen des Marktes Nittendorf bei Regensburg.

## Geschichte
Die Brauerei kann auf eine mehr als 400-jährige Brautradition zurückblicken. In dieser Schlossbrauerei wird seit 1692 gebraut. Nach noch älteren Dokumenten gehört die Brauerei zu den ältesten Braustätten Bayerns, da sie schon Anfang des Jahres 1300 erwähnt wurde. Derzeit werden pro Jahr 24.000 Hektoliter Bier gebraut. Die Brauerei unterhält außerdem ihren eigenen Brauereigasthof direkt im Schloss Eichhofen.
Es werden folgende Biere vertrieben:
- Eichhofener Helles
- Eichhofener leichtes Helles
- Premium Pils
- Premium Dunkel
- Eichhofener Festbier
- Eichator (Doppelbock)
- Spezial Dunkel
- Hopfengarten (hopfengestopftes Spezial – Märzen)
- schwarze Laber (Doppelbock im Whiskeyfass gereift)

Das Spezial Dunkel wurde 2022 mit dem European Beerstar prämiert.
Im Juni 2022 wurde in den Räumen des Schlosses ein Brauereimuseum eröffnet.